# Bahnhof Ōmae
Der Bahnhof Ōmae (jap. 大前駅 Ōmae-eki) ist ein Bahnhof auf der japanischen Insel Honshū. Er wird von der Bahngesellschaft JR East betrieben und befindet sich in der Präfektur Gunma auf dem Gebiet der Gemeinde Tsumagoi, am Fuße des Vulkans Asama.

## Beschreibung
Ōmae ist die westliche Endstation der Agatsuma-Linie, einer 55,3 km langen Stichstrecke, die in Shibukawa von der Jōetsu-Linie abzweigt und von der Bahngesellschaft JR East betrieben wird. Aufgrund der Lage im ausgesprochen ländlich geprägten und sehr dünn besiedelten oberen Agatsuma-Tal wird der Bahnhof täglich nur von fünf Zügen bedient. Von diesen verkehren drei über die nominelle Endstation Shibukawa hinaus nach Shin-Maebashi, die beiden anderen nach Takasaki. Vorherrschend ist Schüler- und Ausflugsverkehr; die meisten Züge auf dieser Strecke wenden etwa 3 km weiter östlich in Manza-Kazawaguchi.
Der Bahnhof steht am Ufer des Agatsuma, gegenüber dem Zentrum des Dorfes Tsumagoi, das über die Ōmaebashi-Brücke erreichbar ist. Die Anlage ist von Nordosten nach Südwesten ausgerichtet und umfasst ein Gleis an einem unüberdachten Seitenbahnsteig, auf dem ein Wartehäuschen steht. Das Streckengleis endet nicht am Bahnsteig selbst, sondern führt noch rund hundert Meter weiter zu einem Prellbock. Es bestanden einst Pläne, die Strecke weiter durch das Tal zu führen, was jedoch nie umgesetzt wurde.

## Bilder

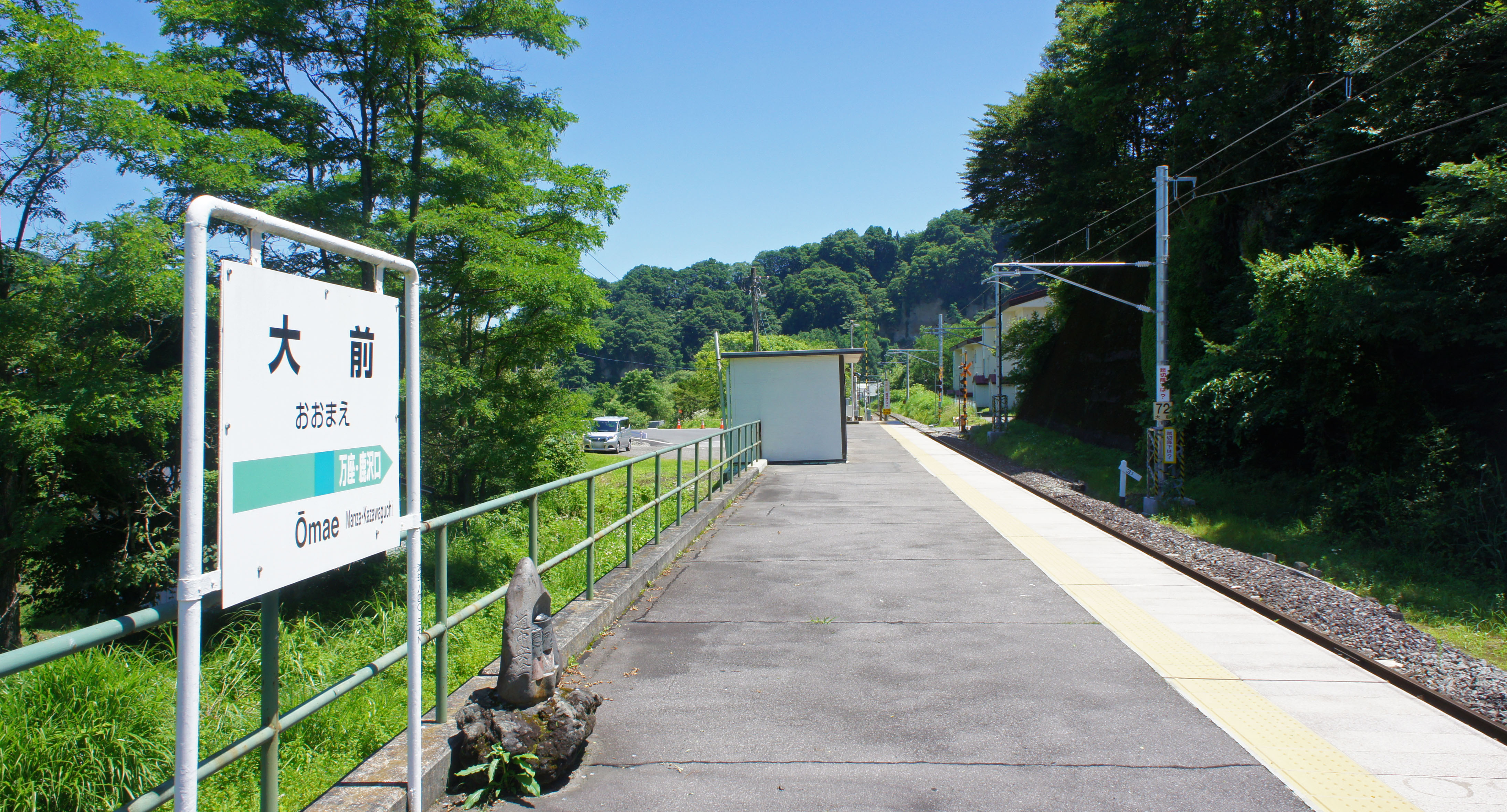
Ansicht des Bahnsteigs
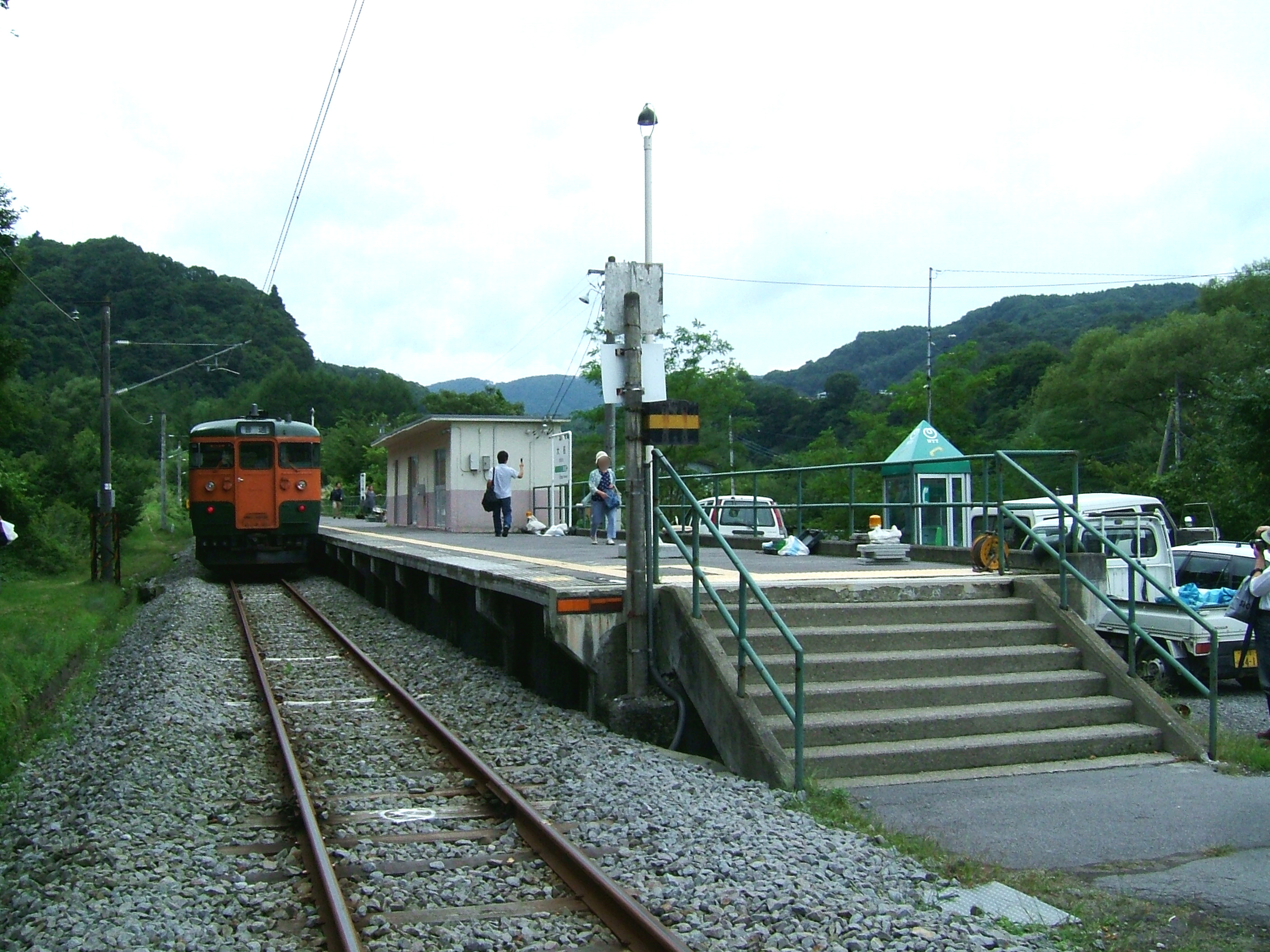
Weitere Ansicht zum Streckenende hin
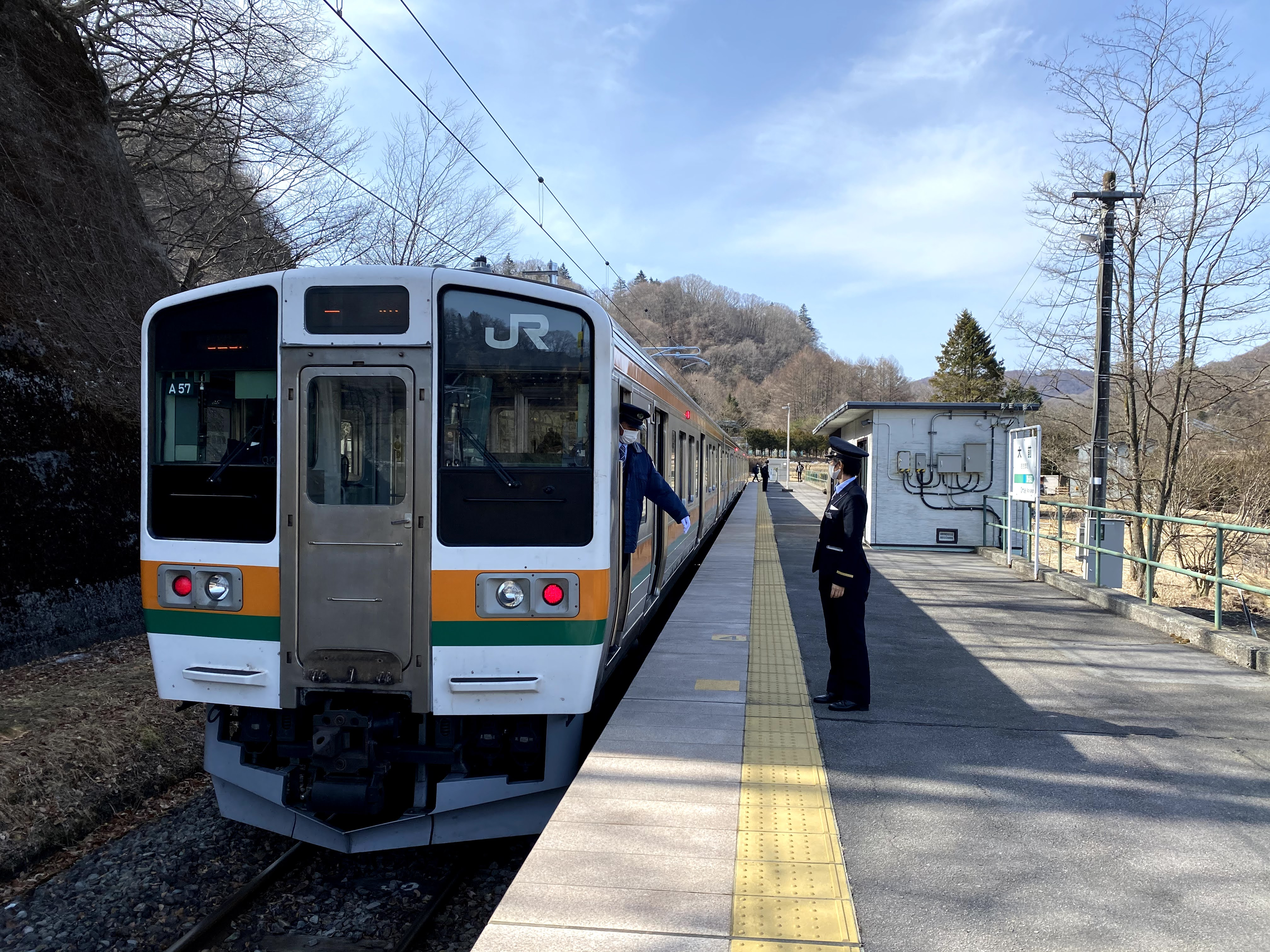
Abfahrbereiter Triebzug
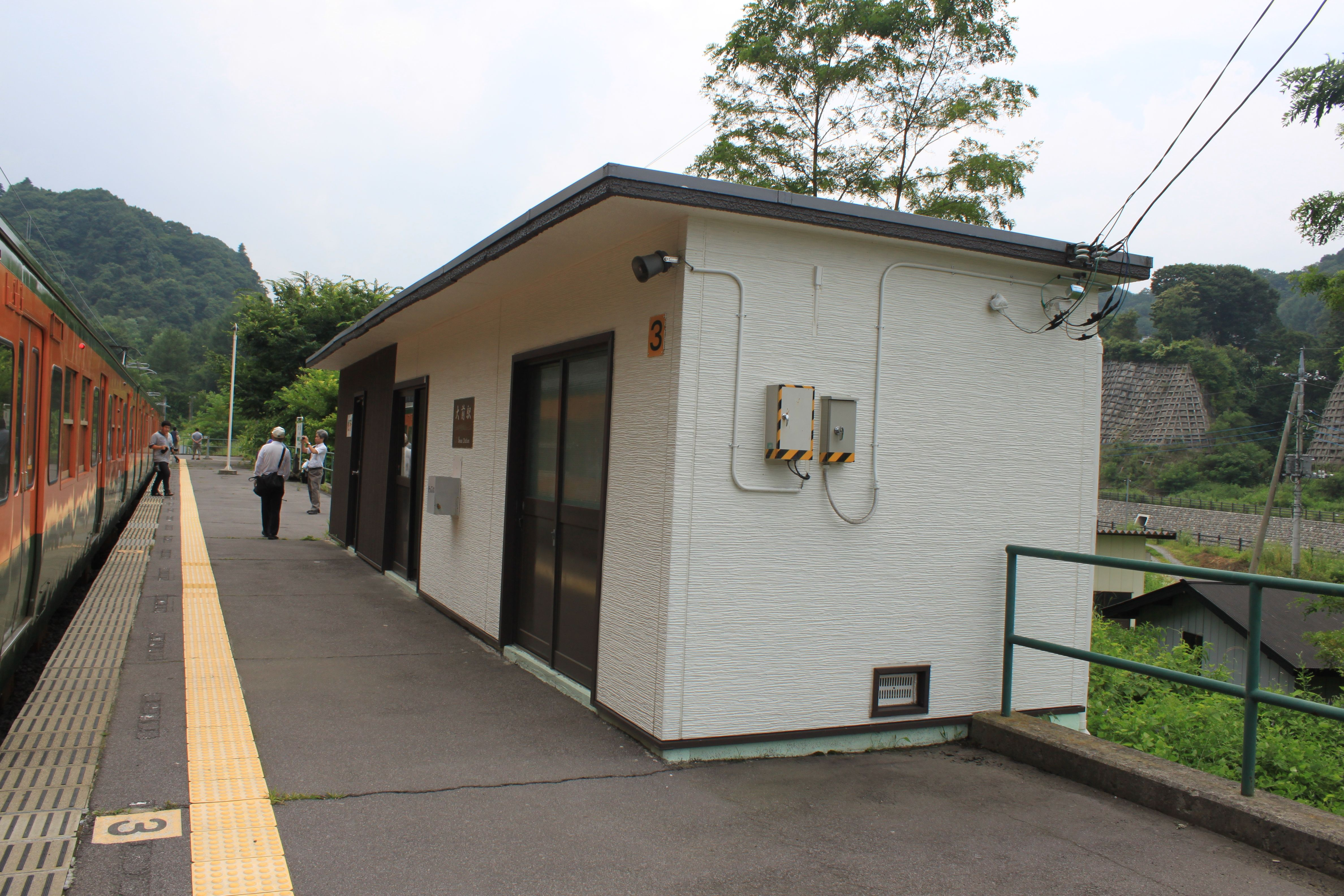
Wartehäuschen

## Geschichte
Seit 1953 bestanden Pläne, die bisher in Naganohara-Kusatsuguchi endende Agatsuma-Linie in Richtung Nagano zu verlängern, um damit eines jener Projekte umzusetzen, die im Anhang des Eisenbahnbaugesetzes von 1922 enthalten waren. Die entsprechenden Bauarbeiten begannen 1963. Da sich die finanzielle Lage der Japanischen Staatsbahn zunehmend zu verschlechtern begann, konnte nur der Abschnitt nach Ōmae verwirklicht werden, der am 7. März 1971 in Betrieb ging. Im Rahmen der Staatsbahnprivatisierung ging der Bahnhof am 1. April 1987 in den Besitz der neuen Gesellschaft JR East über.

## Linien
| Verlauf der Agatsuma-Linie |
| --- |
| Shibukawa • Kanashima • Ubashima • Onogami • Onogami-Onsen • Ichishiro • Nakanojō • Gunma-Haramachi • Gōbara • Yagura • Iwashima • Kawarayu-Onsen • Naganohara-Kusatsuguchi • Gunma-Ōtsu • Haneo • Fukurogura • Manza-Kazawaguchi • Ōmae |